# Provincia di Pavia (Lombardo-Veneto)
La provincia di Pavia era una provincia del Regno Lombardo-Veneto, istituita nel 1815 ed esistita dal 1816 al 1859. Capoluogo era la città di Pavia.

## Organi
Come tutte le province del Regno, anche Pavia era guidata da un Regio Delegato di nomina imperiale, aiutato da un'Imperial Regia Delegazione Provinciale che si occupava dei vari settori dell'amministrazione pubblica. A rappresentare le classi agiate vi era una Congregazione Provinciale nominata dal Governo su proposta della Congregazione Centrale, e composta da tre nobili e tre possidenti della provincia, più un borghese del capoluogo e più il Regio Delegato che la presiedeva.

## Storia
La provincia fu creata nel 1816 all'atto della costituzione del Regno Lombardo-Veneto, smembrando il dipartimento d'Olona di epoca napoleonica (l'altra provincia ottenuta fu quella di Milano).
Il territorio corrispondeva a quello della provincia pavese pre-napoleonica.

### Suddivisione amministrativa
All'atto dell'istituzione (1816), la provincia era divisa in 8 distretti:
- distretto I di Pavia[1]
  - Pavia; Corpi Santi; Borgarello; Bornasco; Cantugno; Cassine Calderari; Cassine Sirigari; Cassine Tolentine; Comairano; Corbesate; Gualdrasco; Mirabello; Misano; Molinazzo; Cassina Montebello; Ponte Carate; San Genesio; Santa Sofia; San Varese; Settimo; Torre d'Isola; Torre del Mangano; Villareggio; Villalunga; Zeccone
- distretto II di Bereguardo[2]
  - Baselica Bologna; Battuda; Bereguardo; Carpignago; Casatico; Casorate; Giovenzano; Giussago; Guinzano; Liconasco; Marcignago; Origioso; Papiago; Pissarello; Rognano; Ronchetto; San Perone; Soncino; Torradello; Torrino; Torriano; Trivolzio; Trovo; Turago Bordone; Vellezzo; Villarasca; Zelata
- distretto III di Belgioioso[3]
  - Albuzzano; Barona; Belgioioso; Belvedere; Buttirago; Ca' della Terra; Ca' de' Tedioli; Calignano; Carpignano; Ceranova; Filighera; Fossarmato; Lardirago; Linarolo; Marzano; Montesano; Motta San Damiano; Prado; Roncaro; Sant'Alessio; Santa Margherita; Spirago; Vaccarizza; Valle Salimbene; Vialone; Vigalfo; Vimanone; Vistarino; Vivente
- distretto IV di Corteolona[4]
  - Badia; Bissone; Campo Rinaldo; Chignolo; Copiano; Corteolona; Costa San Zenone; Genzone; Gerenzago; Inverno; Magherno; Mezzano Parpanese; Miradolo; Monte Bolognola; Monteleone; Monticelli; Pieve Porto Morone; Santa Cristina; Spessa; Spessetta Balbiani; San Zenone; Torre d'Arese; Torre de' Negri; Villanterio; Zerbo
- distretto V di Rosate[5]
  - Barate; Basiano; Besate; Bonirola; Caselle; Cassina di Donato del Conte; Castelletto Mendosio; Coazzano; Conigo; Copiago; Coronate; Fagnano; Fallavecchia; Gaggiano; Gudo Visconti; Motta Visconti; Noviglio; Rosate; Tainate; Ticinello; Vermezzo; Vigano; Zelo Surigone
- distretto VI di Binasco[6]
  - Badile; Binasco; Bubbiano; Calvignasco; Casarile; Casirate; Lacchiarella; Mandrugno; Mettone; Moncucco; Moirago; Pasturago; San Novo; San Pietro Cusico; Vernate; Viano; Vigonzino; Villamaggiore; Zavanasco; Zibido San Giacomo
- distretto VII di Landriano[7]
  - Bascapè con Casadeo e Beccalzù; Campomorto con Casatico, San Vitale e Bettola; Cassina Bianca; Castel Lambro; Cavagnera; Gnignano con Granzetta, Siziano e Cantalupo; Landriano; Mandrino; Mangialupo; Pairana; Pontelungo; San Zeno e Foppa; Torrevecchia; Trognano; Vairano con Longaria, Longurietta e Bazzana; Vidigulfo; Vigonzone; Villarzino; Zibido al Lambro
- distretto VIII di Abbiategrasso[8]
  - Abbiategrasso; Albairate; Bareggio; Bernate; Bestazzo; Boffalora; Bugo; Cassina Pobbia; Castellazzo de' Barzi; Cisliano; Corbetta; Lugagnano; Magenta; Marcallo; Menedrago; Mesero; Ossona; Ozero; Ravello; Robecco; San Pietro Bestazzo; Santo Stefano; San Vito; Sedriano; Vittuone

### Variazioni amministrative
- 1840
  - Cassina Bianca aggregata a Zibido al Lambro
- 1841
  - Badile aggregato a Vigonzino
  - Basiano aggregato a Coronate
  - Bissone aggregato a Santa Cristina
  - Bugo aggregato a Ozzero
  - Cantugno aggregato a Mirabello
  - Cassina Montebello aggregata a Villalunga
  - Conigo aggregato a Noviglio
  - Copiago aggregato a Tainate
  - Fallavecchia aggregata a Coronate
  - Mandrugno aggregato a Zibido San Giacomo
  - Moirago aggregato a Vigonzino
  - Molinazzo aggregato a Villalunga
  - Ravello aggregato ad Albairate
  - Ronchetto aggregato a Baselica Bologna
  - Santa Sofia aggregata a Torre d'Isola
  - Settimo aggregato a Corbesate
  - Soncino aggregato a Rognano
  - Ticinello aggregato a Coronate
  - Vialone aggregato a Sant'Alessio
  - Viano aggregato a Zibido San Giacomo
  - Villamaggiore aggregato a Lacchiarella
  - Villarasca aggregata a Rognano
- 1842
  - Pontelungo aggregato a Vidigulfo
  - Villarzino aggregato a Bascapè
  - Zavanasco aggregato a Casarile
- 1844
  - Spessetta Balbiani aggregata a Spessa
- 1853
  - Cassina di Donato del Conte aggregata a Fagnano

### Passaggio al Regno di Sardegna (1859)
Nel 1859, in seguito alla seconda guerra d'indipendenza, la Pace di Zurigo dispose l'annessione della Lombardia (esclusa Mantova e gran parte della sua provincia) al Regno di Sardegna.
Il governo sardo emanò il Decreto Rattazzi, che ridisegnava la suddivisione amministrativa del Regno. La provincia di Pavia restituì così la zona di Abbiategrasso e Magenta alla provincia di Milano, e fu fortemente ampliata con l'annessione della Lomellina e dell'Oltrepò Pavese (ex province sabaude di Bobbio, Lomellina e Voghera), territori in buona parte già facenti parte del Principato di Pavia di epoca sforzesca (esclusa la città di Vigevano e la Lomellina settentrionale, riunite dal 1532 sotto il Vigevanasco).